# Респиги (лунный кратер)
Кратер Респиги (лат. Respighi) — небольшой ударный кратер в восточной экваториальной области видимой стороны Луны. Название присвоено в честь итальянского астронома Лоренцо Респиги (1824—1890) и утверждено Международным астрономическим союзом в 1976 г. 

## Описание кратера

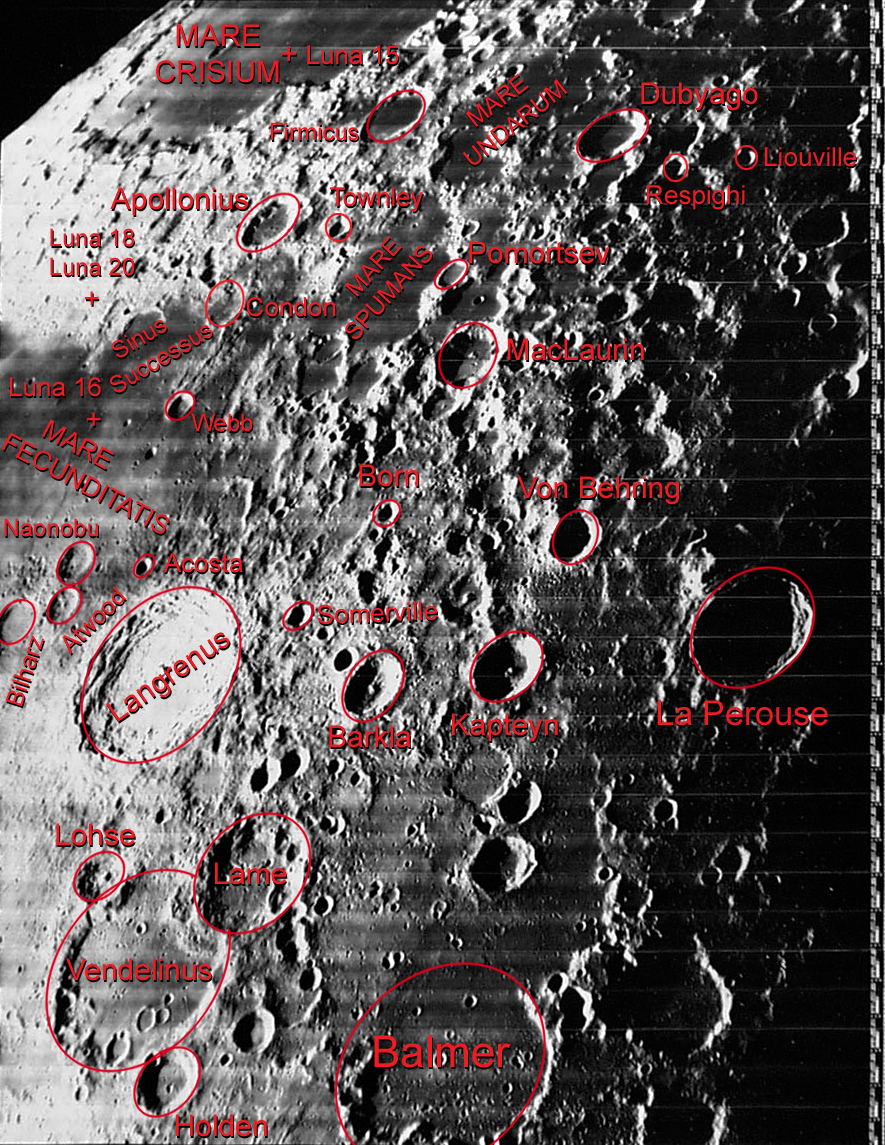
Окрестности кратера Респиги. Снимок зонда Lunar Orbiter – IV.

Ближайшими соседями кратера Респиги являются кратер Дубяго на северо-западе; кратер Боэций на севере; кратер Лиувилль на востоке и кратер Маклорен на юго-западе. На западе от кратера находится Море Пены; на северо-западе Море Волн; на востоке Море Смита. Селенографические координаты центра кратера 2°52′ с. ш. 71°54′ в. д. / 2,86° с. ш. 71,9° в. д., диаметр 17,9 км, глубина 3090 м.
Кратер Респиги имеет полигональную форму и практически не разрушен. Вал с четко очерченной острой кромкой, в южной и восточной части имеет седловатые понижения. Внутренний склон гладкий и сравнительно широкий, с радиальными полосами. Высота вала над окружающей местностью достигает 750 м. Дно чаши пересеченное, с низким альбедо, без приметных структур, имеет форму в виде опрокинутой латинской буквы “D”.
До получения собственного наименования в 1976 г. кратер имел обозначение Дубяго C (в системе обозначений так называемых сателлитных кратеров, расположенных в окрестностях кратера, имеющего собственное наименование).

## Сателлитные кратеры
Отсутствуют.

## См.также
- Список кратеров на Луне
- Лунный кратер
- Морфологический каталог кратеров Луны
- Планетная номенклатура
- Селенография
- Минералогия Луны
- Геология Луны
- Поздняя тяжёлая бомбардировка